# Iola (Pensilvania)
Iola es un lugar designado por el censo ubicado en el condado de Columbia en el estado estadounidense de Pensilvania. En el año 2000 tenía una población de 129 habitantes y una densidad poblacional de 184 personas por km².

## Geografía
Iola se encuentra ubicado en las coordenadas 41°7′56″N 76°32′2″O / 41.13222, -76.53389.
De acuerdo con la Oficina del Censo de Estados Unidos, el CDP tiene un área total de 0,3 millas cuadradas (0,7 km ²), toda la tierra.

## Demografía
Según la Oficina del Censo en 2000 los ingresos medios por hogar en la localidad eran de $28 125 y los ingresos medios por familia eran $36 563. Los hombres tenían unos ingresos medios de $28 125 frente a los $25 938 para las mujeres. La renta per cápita para la localidad era de $16 211. Alrededor del 7% de la población estaba por debajo del umbral de pobreza.